# 伦纳德·卡迈克尔

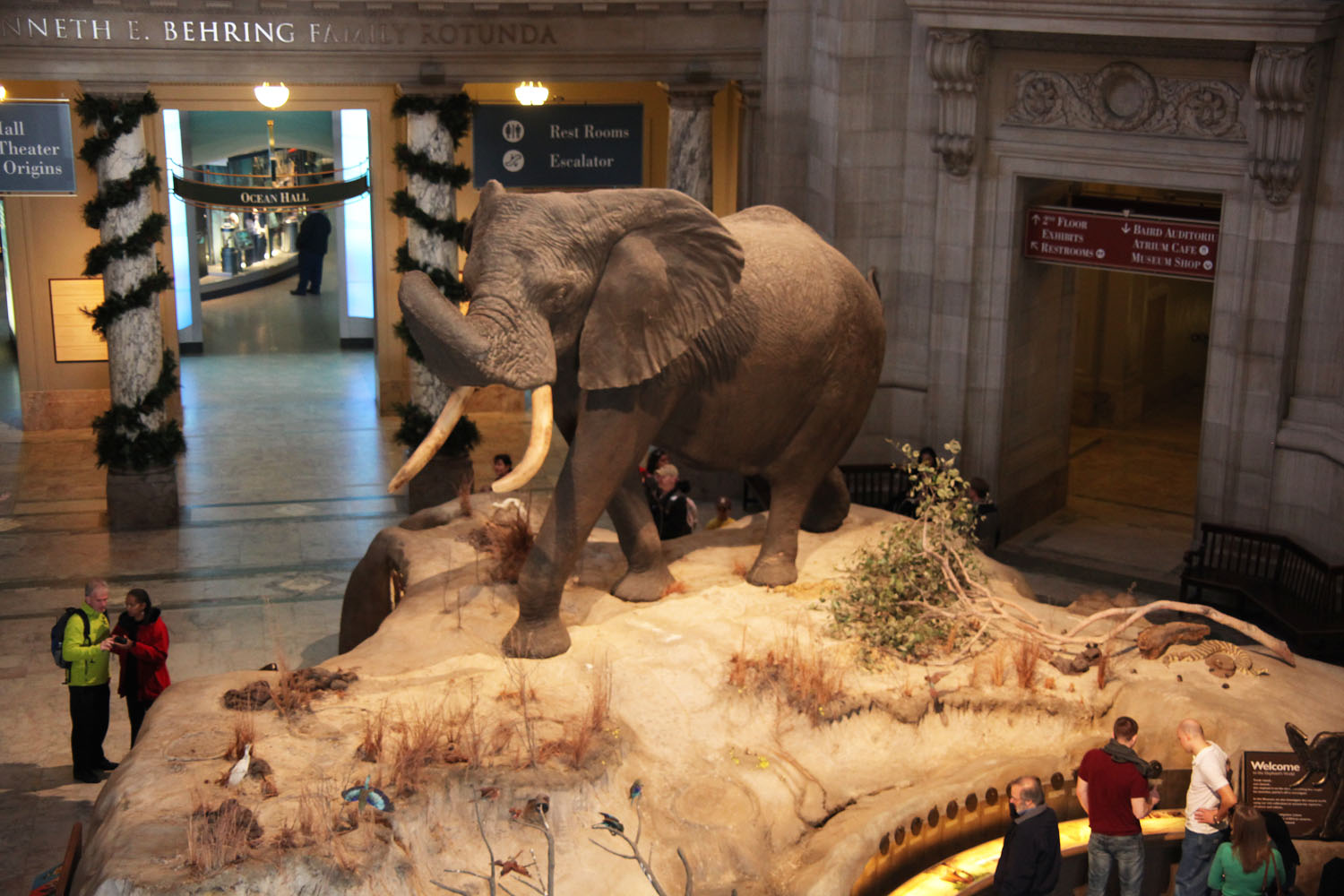
展示在美国国立自然历史博物馆圆形大厅中的芬尼柯夫大象标本

伦纳德·卡迈克尔（Leonard Carmichae）是一位美国教育家暨心理学家，1953年曾担任史密森学会的第七任秘书长。

## 早年生活和教育
1898年11月9日，卡迈克尔出生于宾夕法尼亚州日耳曼敦（Germantown）一个医生和教师家庭。1921年在塔夫茨大学获得理学士学位，1924年获哈佛大学博士学位。在塔夫茨大学期间曾加入西塔·德尔塔·西兄弟会（Theta Delta Chi fraternity）。1924年成为普林斯顿大学心理学系讲师，1926年升任助理教授。卡迈克曾在布朗大学任教14年后，专注于灵长类动物实验心理学。1927年到1936年他离开布朗大学转至罗彻斯特大学。1938年他被聘任为塔夫茨大学校长，一直担任至1953年赴任史密森学会秘书长为止。

## 史密森学会秘书长
卡迈克尔是史密森学会第一位外聘而非内部提拨的秘书长，在他1953年—1964年的任期内，学会得到空前的发展：成立了美国国家肖像画廊、收购改建旧专利局大楼为美国艺术和肖像画廊、开放了历史和技术博物馆（现今的美国国立自然历史博物馆）并新建了二侧的辅楼。另外，珠宝商哈里·温斯顿（Harry Winston）向学会捐出了希望钻石、芬尼柯夫大象标本（Fénykövi）也在自然历史博物馆圆形大厅中亮相；史密松天体物理台重新活跃起来并迁至了马萨诸塞州剑桥，当时，前苏联刚发射了斯普特尼克1号，该天文台是美国唯一一所能追踪苏联卫星的实验室。在史密森國立動物園发生游客意外死亡事故后，卡迈克尔及时筹措资金，对动物园设施进行重大的安全改进，制定并启动了动物园总体改善规划，创建了友好型的国家动物园。

## 晚年生活与遗产
在离开史密森学会后，他被聘任为国家地理学会分管研究和探索的副会长。1972年被美国国家科学院授予公共福利奖章（Public Welfare Medal）。塔夫茨大学中的社团服务组织“伦纳德·卡迈克尔协会”、校园中的一座宿舍和食堂—卡迈克尔大楼以及月球上的卡迈克尔陨石坑都是为纪念他而以他的名称命名的。
卡迈克尔有时在一些与思想控制有关的文章中会被提及到。1973年9月16日他在华盛顿哥伦比亚特区去世，享年74岁。

## 备注
1. 1 2  . Smithsonian Institution Archives, Collections, Services, Smithsonian History.   [2012-05-25]. （原始内容存档于2019-04-04）.
2. ↑  . National Academy of Sciences.   [18 February 2011]. （原始内容存档于2011-06-04）.
3. ↑  The Search for the Manchurian Candidate （页面存档备份，存于）, John Marks
4. ↑  .   [2017-10-05]. （原始内容存档于2019-09-08）.

This article contains public domain text from the Smithsonian Institution Archives.

## 延伸阅读
- Pfaffmann, C. . 《传记回忆录 .美国国家科学院》 (美国). 1980, 51: 25–47. PMID 11620781.